# Magnetòfon de casset

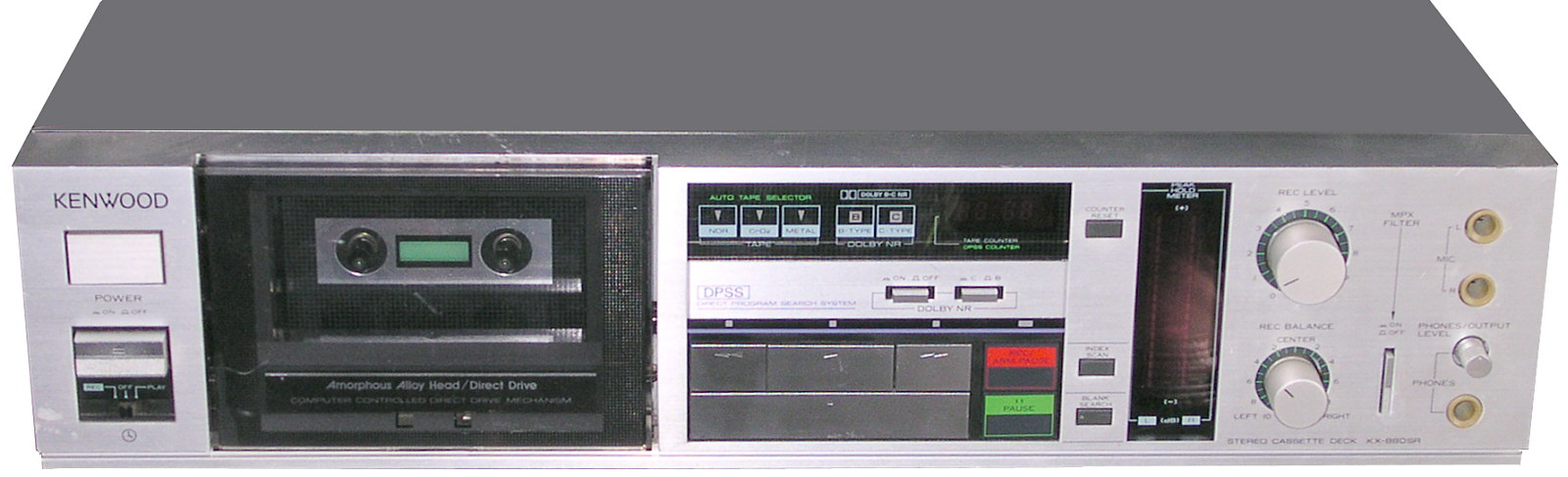
Magnetòfon de casset.

Es tracta d'un sistema de reproducció o enregistrament magnètic analògic de so.
És un equip reproductor/gravador de cintes de casset, és a dir, de cinta magnètica d'àudio de format de casset compacte.
També rep el nom de platina, gravador, radiogravador, cassetera (en alguns països) o, simplement, passacasset.
Els gravadors de casset que facilitaven la duplicació d'enregistraments, combinant una platina reproductora amb una altra gravadora, es deien equips de doblepletina (doble casseter en alguns països). Aquests equips de doblepletina podien duplicar la còpia o en temps real o a una velocitat superior.
Les cases encarregades de realitzar còpies comercials en casset utilitzaven uns equips coneguts com a duplicadores de casset que podien fer córrer la cinta a 16, 32 o 64 vegades la velocitat normal.
A la fi dels 1970, la companyia japonesa TEAC va comercialitzar un gravador multipista en casset. Es va denominar portaestudi.
Característiques del portaestudi:
- La cinta corria al doble de la velocitat normal (9,5 cm/s).
- Permetia l'enregistrament de 4 pistes i, com en els magnetòfons multipista, cada pista podia gravar-se per separat.
- Permetia l'enregistrament sincrònica.

## Evolució històrica
En 1963, la casa Philips va llançar al mercat els primers reproductors-gravadors per a cintes de cassets i les primeres cintes.
El casset tenia sentit perquè el magnetòfon no era un equip de fàcil transport ni portàtil, el casset, de molt menor grandària i compacte, volia solucionar aquests problemes i buscar aquesta franja de mercat que no estava sent coberta.
Aquest casset compacte (com es va cridar originalment) va ser patentat en 1964 per la divisió als Països Baixos de la Philips Company, però el nou invent no va adquirir rellevància fins a un temps després.
La dràstica reducció de grandària de les cintes de casset pel que fa a la cinta de bobina oberta, en els seus inicis, es va traduir en una qualitat més pobra de so.
La viabilitat comercial del nou invent es va anar introduint lentament. Mantenint l'estàndard patentat, es van buscar desenvolupaments que permetessin millorar la qualitat de so i facilitessin la seva acceptació sense reserves per part dels usuaris.
Al principi, finals dels 60 i principi dels 70, era tan pobre la demanda, que fins i tot es llançaven els àlbums de música en casset després que s'haguessin posat a la venda els LP. Aquest fet és equivalent al que ocorre avui dia amb el cinema, que primer s'estrena en la pantalla gran i després d'un període es posa a la venda el DVD.
La poca demanda explica per què els primers cassets tenien inhabilitada la funció de gravar, sent només reproductors no gravadors.
La qualitat del so del casset va millorar notablement amb la introducció dels sistemes de soroll Dolby, la qual cosa va atreure a nous consumidors i les signatures Ampex, Sony i TDK van començar a produir-los en massa.
Sony, a mitjan 70, va patentar un nou format de casset anomenat Elcaset. Les principals diferències, pel que fa al format estàndard d'1/8 de polzada eren:
- La cinta era el doble d'ampla (1/4 polzada = 6 mm).
- Havia de reproduir-se al doble de velocitat (9,5 cm/s).

Encara que la qualitat oferta per Elcaset era molt superior a la del format 1/8 de polzada, el sistema de Sony no va passar de ser una mera curiositat. Havia arribat massa tarda, just quan el format d'1/8 de polzada estava en ple apogeu.
A la fi dels 70, la companyia japonesa TEAC va comercialitzar un gravador multipista en casset. Ho va denominar Portaestudi.
Les característiques del portaestudi eren:
- La cinta corria al doble de la velocitat normal (9,5 cm/s).
- Permetia l'enregistrament de 4 pistes i, com en els magnetòfons multipista, cada pista podia gravar-se per separat.
- Permetia l'enregistrament sincrònic.

En 1980 va aparèixer la cinta de metall de major qualitat i les companyies discogràfiques van començar a llançar simultàniament els discos de vinil i les cintes de casset.
Paral·lelament van començar a aparèixer els walkmans (petits reproductors de cassets portàtils amb auriculars) que permetien a l'usuari escoltar la seva música a qualsevol moment i en qualsevol lloc. Els models de walkman a més van començar a incorporar sintonitzadors de ràdio AM/FM, agregant encara més diversitat al que un usuari podria programar.
Els walkmans van protagonitzar en aquella època la mateixa revolució social que, ara com ara, els reproductors de mp3. L'usuari podia gravar en una cinta la selecció de música que cregués oportuna i portar-la allí on volgués.